# 初光酒造
初光酒造株式会社（はつひかりしゅぞう）は、和歌山県・紀の川市貴志川町丸栖に本社を置く酒造メーカー。

## 銘柄
- おめでとう
- よろこび
- よろこびの竹
- 爪剥酒
- 歓喜
- ワールドカップ

## 商標をめぐる紛争
初光酒造は1969年に「ワールドカップ」を商標登録していたが、これに対して国際サッカー連盟（FIFA）が「FIFAワールドカップ」の商標侵害だとして、2002年に特許庁へ商標登録の取り消しを求めた。しかし特許庁は「登録当時、日本でFIFAワールドカップは有名ではなかった」との理由で請求を退けた（審判番号:平11-35168号参照）。

## その他
初光酒造は、新潟県の地ビールメーカー・エチゴビールに「ワールドカップ」の商標使用許可を与え、同社から地ビールの「ワールドカップ」が発売されている。